# Hazem El Masri

a Compétitions nationales et continentales officielles uniquement.

b Matchs officiels uniquement.
Hazem El Masri (arabe : حازم المصري) (né le 1er avril 1976 à Tripoli, Liban) est un ancien joueur australo-libanais de rugby à XIII. Il évoluait principalement au poste d'ailier mais aussi parfois au poste d'arrière. Il a été international australien et libanais, il a été aussi sélectionné pour les New South Wales Blues dans les State of Origin. Dans le championnat australien, il a fait toute sa carrière dans un seul club, les Canterbury Bulldogs, avec lesquels il gagna le titre en 2004. Il a longtemps détenu le record de points marqués en National Rugby League avant d'être détrôné par Cameron Smith. Le vendredi 15 mai 2009, El Masri a disputé son 300e match de championnat. Son 300e match a marqué un nouveau record, devenant le premier joueur des Bulldogs à franchir ce cap. El-Masri a joué son dernier match le 25 septembre 2009 contre les Parramatta Eels en demi-finale de la NRL.
Lors des émeutes de 2005 à Cronulla, il fut un des premiers Australiens d'origine libanaise à prendre la parole pour apaiser la situation.